# 云时进
拿督云时进（英語：Woon See Chin，1944年—），马来西亚政治人物、马华公会元老。1982年大选，他中选为丹绒比蒂里区州议员。1986年大选，竞选士乃区国会议席胜选，随后获时任首相马哈迪·莫哈末委任官拜教育部副部长。1990年大选再连任国会议员，但在1993年挑战马华时任总会长林良实时失利，之后便逐渐淡出政坛。
云时进于1944年在霹雳安顺冷带出生，为海南人。小学就读怡保昆仑喇叭华小，中学怡保育才高中二后转入英校先修班，大学毕业于新加坡大学。